# Pilar (Surigao del Norte)
Pilar es un municipio filipino de quinta categoría, situado en la isla de Siargao, adyacente  a  Mindanao en el nordeste. Forma parte de la provincia de Surigao del Norte situada en la Región Administrativa de Caraga, también denominada Región XIII. Para las elecciones está encuadrado en el Primer Distrito Electoral.

## Geografía
Municipio situado a oriente de la isla de Siargao, que se encuentra al este de la provincia, ribereño del mar de Filipinas. Isla adyacente es la de Tagbayanga, perteneciente al barrio de  Salvación.
Su término linda al norte con el  municipio de San Isidro; al sur con los de Dapa y General Luna;  al este con el mar; y al oeste con el municipio de Del Carmen.

## Barrios
El municipio  de  Pilar, a los efectos administrativos, en 15 barangayes o barrios conforme a la siguiente relación:
- Asinán (Población)
- Caridad
- Centro (Población)
- Consolación
- Datu
- Dayaohay
- Jaboy
- Katipunán
- Maasin
- Mabini
- Mabuhay
- Pilaring (Población)
- Punta (Población)
- Salvación
- San Roque

## Historia
Barrio de Dapa, adquiere la condición de municipio en 1953.
La creación de Pilar como municipio fue gracias a los desvelos de varios sus ciudadanos: Primo Literato, Pedro Gerona, Queterio Trigo, Francisco Española, Odon Escuyos, Alejo Literato, Artesiano Tesiorna y Jover Polangco. Mujeres destacadas de Pilar, también estuvieron presentes en la conferencia, celebrada el 15 de agosto de 1953 en la residencia de José Gonzales, durante la fiesta patronal del barrio en honor a San Roque. Fueron invitados los alcaldes de Dapa,  Vicente Rocolcol, y de General Luna, Gaudencio Plaza.
Esta reunión fue el primer paso ecaminado a la creación del nuevo municipio.
El concejal  Emiliano Escuyos, representante de Pilar en el municipio de Dapa, propuso una resolución para crear el nuevo municipio de Pilar, propuesta que fue aprobada por unanimidad,y elevada al Consejo Provincial de Surigao.

"...se crea en la provincia de Surigao un Municipio a ser conocido como la Municipalidad de Pilar a consistir en los barrios de Pilar, que será la sede del Gobierno, Caridad, San Roque, Maasin y Salvacion y los sitios, que en adelante se conocerá como los barrios de Mabini, Consolación, Dayaohay, Jaboy, Datu, Kalipayan y Buyak, todos de la Municipalidad de Dapa, Surigao...
Decreto N° 638.